# Pierre Mazataud
Pierre Mazataud, né le 11 octobre 1934 à Montluçon et mort le 26 novembre 2018 à Clermont-Ferrand, est un écrivain et géographe français.

## Biographie
Il a écrit plusieurs ouvrages sur l'Auvergne, dont le guide bleu sur l'Auvergne et sur le Limousin. Il est entre autres auteur de "Surprenante Auvergne", "L'archipel de Clermont", "Institutrices : Sœurs laïques de la République ?", ou encore coauteur de "Michelin, les hommes du pneu".
Il a animé plusieurs émissions de radios et de télévisions notamment Histoires d'Auvergne sur  Clermont1re.
Il reçoit le prix Aimé Coulaudon (décerné tous les 5 ans) pour l'ensemble de son œuvre, le 15 novembre 2013. Il meurt le 26 novembre 2018, à l'âge de 84 ans.